# Campeonato Uruguayo de Primera División 1979
El Campeonato Uruguayo 1979 fue el 75° torneo de primera división del fútbol uruguayo, correspondiente al año 1979. Compitieron 13 equipos, los cuales se enfrentaron en sistema de todos contra todos a dos ruedas. El campeón fue el Club Atlético Peñarol.

## Posiciones
| Puesto | Equipo        | Pts | PJ | PG | PE | PP | GF | GC | Dif |
| ------ | ------------- | --- | -- | -- | -- | -- | -- | -- | --- |
| 1º     | Peñarol       | 41  | 24 | 19 | 3  | 2  | 47 | 12 | 35  |
| 2º     | Nacional      | 38  | 24 | 17 | 4  | 3  | 53 | 18 | 35  |
| 3º     | Fénix         | 27  | 24 | 10 | 7  | 7  | 23 | 18 | 5   |
| 4º     | Defensor      | 26  | 24 | 9  | 8  | 7  | 30 | 26 | 4   |
| 5º     | River Plate   | 25  | 24 | 8  | 9  | 7  | 25 | 30 | -5  |
| 6º     | Huracán Buceo | 22  | 24 | 8  | 6  | 10 | 23 | 23 | 0   |
| 7º     | Wanderers     | 22  | 24 | 7  | 8  | 9  | 26 | 28 | -2  |
| 8º     | Bella Vista   | 21  | 24 | 6  | 9  | 9  | 33 | 37 | -4  |
| 9º     | Sud América   | 20  | 24 | 7  | 6  | 11 | 28 | 39 | -11 |
| 10º    | Cerro         | 19  | 24 | 6  | 7  | 11 | 24 | 35 | -11 |
| 11º    | Danubio       | 17  | 24 | 4  | 9  | 11 | 20 | 28 | -8  |
| 12º    | Liverpool     | 17  | 24 | 5  | 7  | 12 | 19 | 37 | -18 |
| 13º    | Rentistas     | 17  | 24 | 3  | 11 | 10 | 16 | 36 | -20 |

|  | Campeón uruguayo.                 |
|  | Clasifica a la Copa Libertadores. |
|  | Desciende a Segunda División.     |

|                                                   |
| Uruguay                                           |
| Campeón Uruguayo 1979 Peñarol 34.to título de AUF |

## Clasificación a torneos continentales

### Liguilla Pre-Libertadores
| Pos. | Equipo      | Pts. | PJ | PG | PE | PP | GF | GC | Dif. |
| ---- | ----------- | ---- | -- | -- | -- | -- | -- | -- | ---- |
| 1°   | Defensor    | 7    | 5  | 2  | 3  | 0  | 7  | 3  | 4    |
| 2°   | Nacional    | 7    | 5  | 3  | 1  | 1  | 9  | 6  | 3    |
| 3°   | Peñarol     | 6    | 5  | 2  | 2  | 1  | 6  | 5  | 1    |
| 4°   | River Plate | 5    | 5  | 2  | 1  | 2  | 8  | 4  | 4    |
| 5°   | Danubio     | 3    | 5  | 1  | 1  | 3  | 5  | 10 | -5   |
| 6°   | Fénix       | 2    | 5  | 1  | 0  | 4  | 5  | 12 | -7   |

|  | Clasifica a la Copa Libertadores 1980. |

#### Desempate por el título de la Liguilla
|  | Defensor | 1:0 | Nacional |  |  |

| Uruguay                                    |
| Campeón Liguilla 1979 Defensor 2.do título |

#### Desempate por el segundo clasificado a la Copa Libertadores
|  | Nacional | 2:0 | Peñarol |  |  |

### Equipos clasificados

#### Copa Libertadores 1980
|   | Equipo   | Clasificación como       |
| - | -------- | ------------------------ |
| 1 | Defensor | Campeón Liguilla 1979    |
| 2 | Nacional | Subcampeón Liguilla 1979 |